# 舊金山灣區機場列表

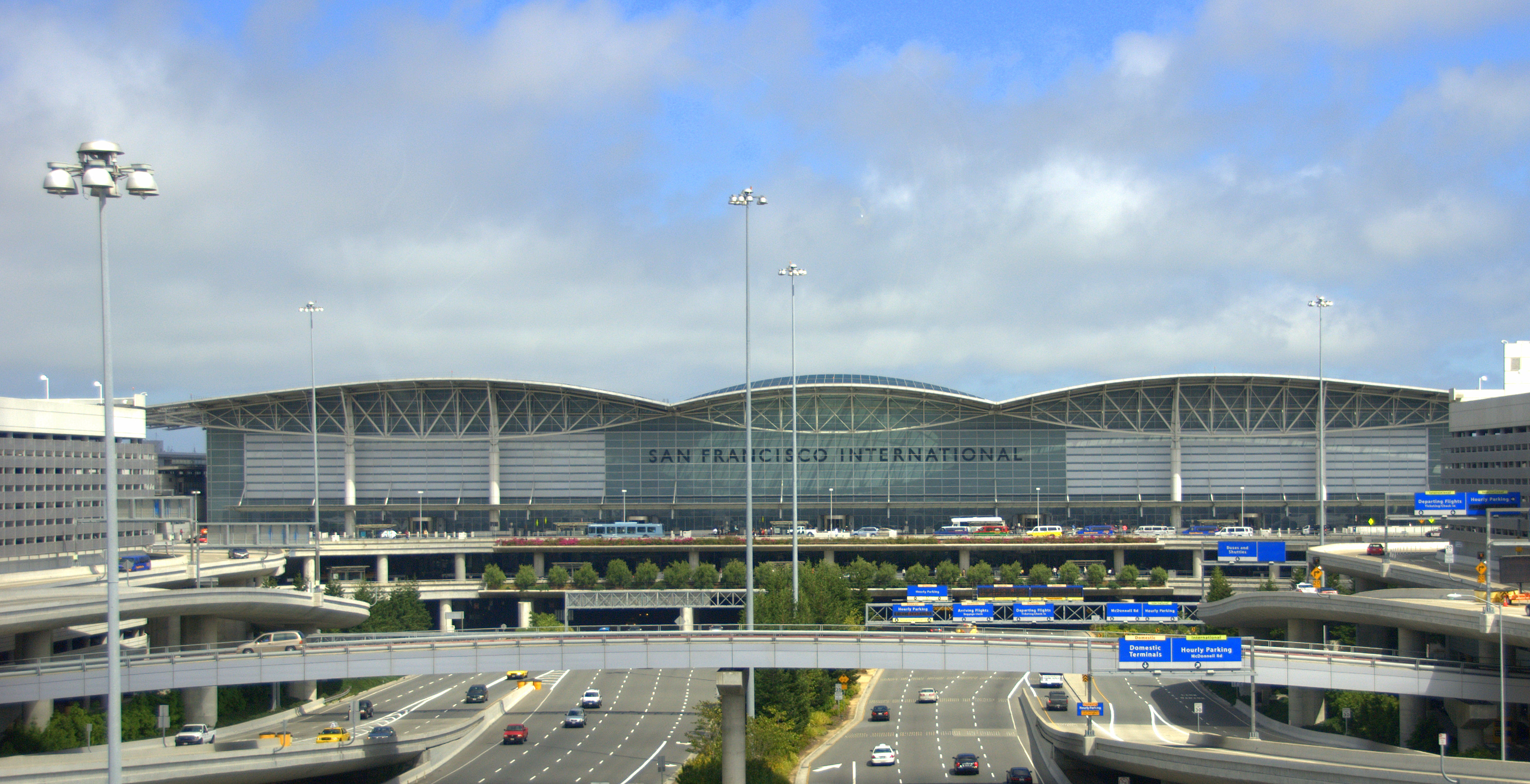
舊金山國際機場

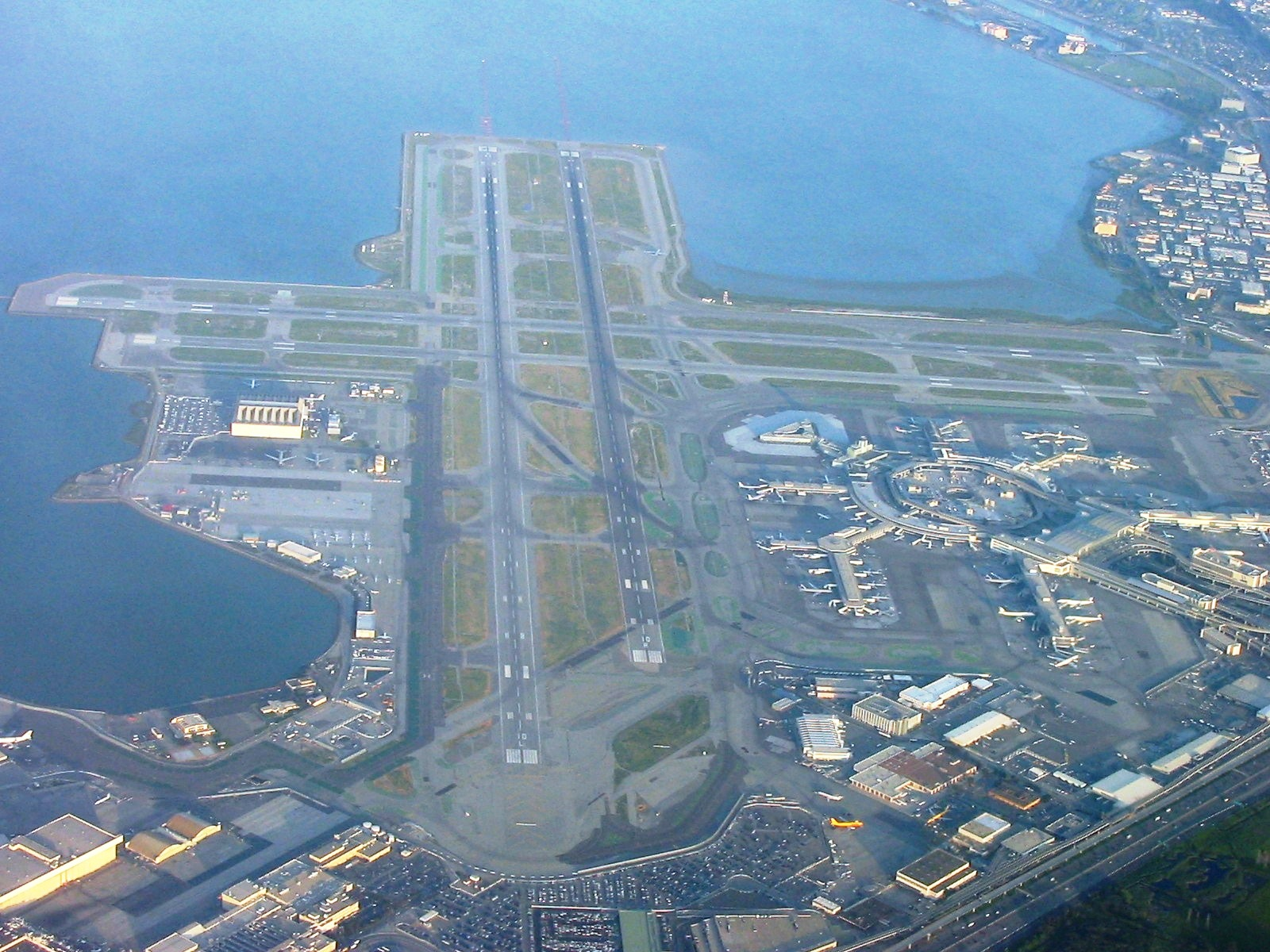
俯視舊金山國際機場

本表列出舊金山灣區內的軍用及民用機場。

## 國際機場
- 舊金山國際機場 （KSFO）
- 奧克蘭國際機場 （KOAK）
- 聖荷西國際機場 （KSJC）

## 外部連結
- Current VFR San Francisco Terminal Area Chart[] (high-resolution TIFF, ~29 MB)